# Траямф Тауншип (округ Воррен, Пенсільванія)
Траямф Тауншип (англ. Triumph Township) — селище (англ. township) в США, в окрузі Воррен штату Пенсільванія. Населення — 276 осіб (2020).

## Демографія
Згідно з переписом 2010 року, у селищі мешкало 316 осіб у 141 домогосподарстві у складі 97 родин. Було 433 помешкання
Расовий склад населення:
| - 95,9 % — білих - 0,6 % — чорних або афроамериканців - 0,3 % — азіатів |

До двох чи більше рас належало 3,2 %. Частка іспаномовних становила 1,3 % від усіх жителів.
За віковим діапазоном населення розподілялося таким чином: 16,5 % — особи молодші 18 років, 62,3 % — особи у віці 18—64 років, 21,2 % — особи у віці 65 років та старші. Медіана віку мешканця становила 51,2 року. На 100 осіб жіночої статі у селищі припадало 119,4 чоловіків;  на 100 жінок у віці від 18 років та старших — 112,9 чоловіків також старших 18 років.
Середній дохід на одне домашнє господарство  становив 47 626 доларів США (медіана — 32 292), а середній дохід на одну сім'ю — 65 997 доларів (медіана — 46 250). Медіана доходів становила 32 250 доларів для чоловіків та 26 667 доларів для жінок. За межею бідності перебувало 15,7 % осіб, у тому числі 19,4 % дітей у віці до 18 років та 6,2 % осіб у віці 65 років та старших.
Цивільне працевлаштоване населення становило 113 осіб. Основні галузі зайнятості: освіта, охорона здоров'я та соціальна допомога — 24,8 %, виробництво — 21,2 %, будівництво — 9,7 %, транспорт — 8,0 %.